# Joyce Grable
Pour les articles homonymes, voir Grable.
Betty Wade-Murphy, née le 9 novembre 1952 à LaGrange (Géorgie) et morte le 29 septembre 2023, plus connue sous le nom de ring de Joyce Grable, est une catcheuse (lutteuse professionnelle) américaine.
Au cours de sa carrière elle remporte à cinq reprises le championnat du monde par équipes féminin de la National Wrestling Alliance (NWA), avec Vicki Williams à trois reprises et deux fois avec Wendi Richter.

## Carrière
Betty Wade-Murphy rencontre The Fabulous Moolah au cours d'un spectacle de catch à Atlanta. Elle demande avec une amie où elles peuvent apprendre le catch, et Moolah leur parle de son école en Caroline du Sud. Wade-Murphy arrive à suivre l'entraînement, tandis que son amie quitte l'école. 
Elle débute en 1971 sous le nom de Joyce Grable, un nom déjà utilisé par le passé par une autre catcheuse,. 

## Palmarès
- National Wrestling Alliance (NWA)
  - 4 fois championne du monde par équipes de la NWA (2 fois avec Vicki Williams et 2 fois avec Wendi Richter)[6]
- NWA Western States Sports
  - 1 fois championne féminine du Texas de la NWA[7]